# 唐·布萊克 (白人至上主義者)
斯蒂芬·唐納德·布萊克（英語：Stephen Donald Black，1953年7月28日—），是美国一位白人優越主義者。他是反犹太主义、新納粹、白人至上主義、否認大屠殺和种族主义風暴論壇的創始人和網站管理員以及三K黨的大巫師，也是20世紀70年代美國納粹黨的成員。1981年，他因違反美国中立法企圖武裝推翻多米尼加政府而被定罪。

## 早年經歷
布萊克出生於亚拉巴馬州阿森斯，布萊克讀高中時就支持白人至上主义，並在他的高中麥迪遜學院（Madison Academy）開始散發種族主義報紙《白色力量》（white Power）和《霹靂》（the Thunderbolt）。這導致當地學校董事會决定禁止在校內散發政治類宣傳品。布莱克之後从学校手册中获得了学生地址信息，他根據地址將報紙邮寄給學生，繼續宣傳他所支持的種族主義。
1970年夏天，在阿森斯读完三年高中之後，布萊克前往佐治亞州的薩凡納，為种族隔离主义者、全国州权党（NSRP）领导人J-B-斯托纳的州长竞选提供幫助。不過該次選舉中，J-B-斯托纳未能獲選，結果是吉米·卡特贏得了佐治亞州州長的職位。